# Grand Street (Manhattan)
Grand Street (en inglés: Calle Grand) es una calle del bajo Manhattan, en Nueva York. Discurre de oeste a este de forma paralela a Calle Delancey y se extiende desde SoHo a través de Chinatown, Little Italy, el Bowery, y el Lower East Side. El extremo occidental de la calle es Varick Street, y el oriental en la pista auxiliar de la autopista FDR Drive.

## Historia y descripción
Grand Street fue alguna vez parte de los terrenos de James De Lancey, Jr.. Cuando su hermana Ann se casó con Judge Thomas Jones, les dio una propiedad de 8 mil metros cuadrados conocida como "Mount Pitt", cerca del sitio de las actuales calles Pitt y Grand. Fue uno de los puntos naturales más altos de la isla de Manhattan. A inicios de 1776, se construyó un reducto circular donde el General Joseph Spencer estableció una batería de artillería. Los británicos capturaron las defensas el noviembre siguiente y la nombraron como Jones Hill Fort. La loma fue luego nivelada y una parte de sus piedras fueron utilizadas para la construcción de la iglesia de San Agustín en Henry Street.
El Monte Bayard en el lugar de las actuales calles Grand y Mott fue la loma más alta en el bajo Manhattan y dominaba el Collect Pond. En abril de 1776, el reducto del monto Bayard (también conocido como Fuerte Bunker Hill) fue construido como parte de las defensas de la isla de Manhattan. Luego de la guerra, se convirtió en un popular lugar de duelos. En 1802 empezaron los trabajos para nivelar el monte.
La iglesia católica de Santa Maria está ubicada en el 438-440 Grand Street entre las calles Pitt y Attorney. La parroquia fue establecida en 1826 para atender a los inmigrantes irlandeses que vivían en el barrio. Es la tercera más antigua parroquia católica de Nueva York. La iglesia fue construida entre 1832-33, y su fachada fue reemplazada en 1871 por el famoso arquitecto Patrick Charles Keely. La porción original es la segunda estructura católica más antigua en la ciudad después de la antigua catedral de San Patricio, que fue construida en 1815.

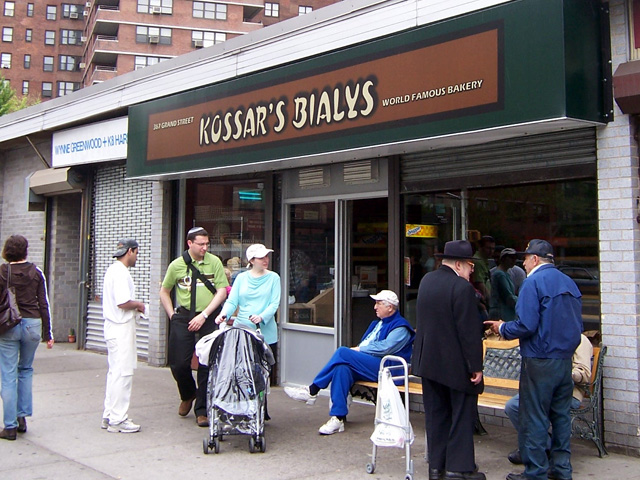
Kossar's Bialys

Ferrara Bakery and Cafe abrió en el 195 Grand Street en 1892. 
El edificio del Bowery Savings Bank en el 130 Bowery, se extendía hasta las calles Grand y Elizabeth, fue diseñado por Stanford White de la firma arquitectónica de McKim, Mead & White, y construido entre 1893–95. Es un monumento de la ciudad de Nueva York y se encuentra listado en el Registro Nacional de Lugares Históricos.
Kossar's Bialys se fundó en 1936.

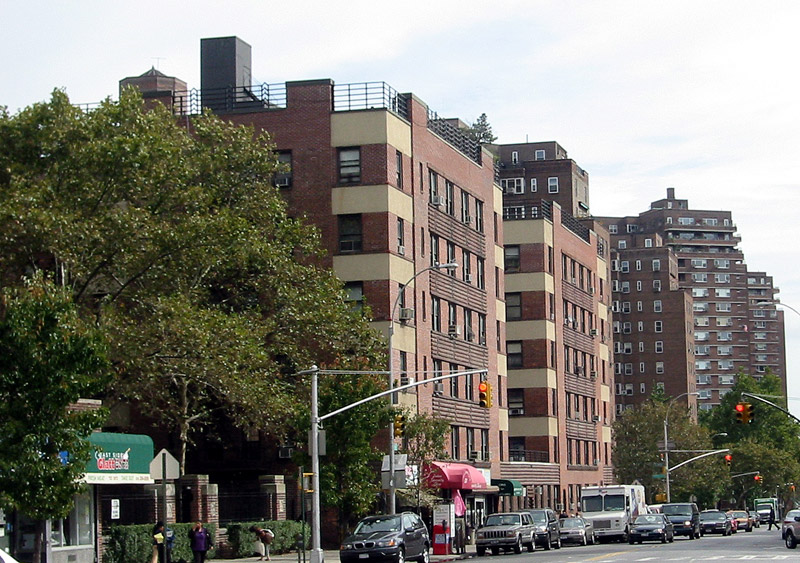
Cooperative Village en el extremo oriental de Grand Street. Amalgamated Dwellings en primer plano, una de las cooperativas de vivienda más antiguas en los Estados Unidos. También se muestra el East Side Glatt

El Cooperative Village abarca diversas manzanas en el extremo este de la calle, cerca del Puente de Williamsburg. Entre otros edificios célebres de la ciudad, se encuentra el cuartel general de Departamento de Policía de Nueva York, o también la Sinagoga Bialystoker. La historia de Grand Street está muy vinculada a la de la comunidad judía, lo que explica que la mayoría de los grandes comercios del Lower East Side administrados por judíos estén situados en Grand Street.
Hacia el oeste de Chrystie Street, Grand Street es una vía de un solo sentido para vehículos motorizados. Hacia el este de esa vía, es una calle de doble sentido. Grand Street tiene una ciclovía que, al oeste de Chrystie street, se encuentra entre una línea de estacionamiento y la vereda. Hacia el este de Chrystie Street es sólo una vía compartida marcada en la calzada.

## Transporte
En el siglo XIX, antes de la construcción del Puente de Williamsburg, el Grand Street Ferry conectaba Grand Street a su contraparte en Brooklyn.
La estación Grand Street del Metro de Nueva York, que sirve a los trenes B y D se ubica en la intersección de las calles Grand y Chrystie.
El bus M14A recorre Grand Street desde el este de Essex Street.